# بسام حجار
بسام حجار (1 يناير 1955- 17 فبراير 2009) هو كاتب وشاعر ومترجم وصحفي.

## حياته
ولد بسام حجار في مدينة صور في جنوب لبنان. حصل على الإجازة التعليمية في الفلسفة العامة من الجامعة اللبنانية، وتابع دراسته العليا في باريس حيث حصل على دبلوم الدراسات المعمقة في الفلسفة.
عمل في الصحافة منذ عام 1979 فكتب للنداء (1979 ـ 1982) ثم للنهار (1978 ـ 1990)، وهو أحد مؤسسي الملحق الأدبي الأسبوعي لجريدة النهار. عمل منذ 1999 كمحرر وكاتب في «نوافذ» الملحق الثقافي الأسبوعي لجريدة المستقبل.
توفي بسام حجار في 17 فبراير عام 2009م عن عمر يناهز 54 عاماً بعد إصابته بمرض السرطان وقد تم دفنه في مقبرة صيدا في لبنان.

## أعماله

### الترجمة
- رواية بيوغرافيا الجوع للكاتبة البلجيكية أميلي نوثومب الصادرة عن المركز الثقافي العربي.
- رواية حوض السباحة للكاتبة اليابانية يوكو أوغاوا الصادرة عن دار الآداب للنشر والتوزيع[3]
- رواية غرفة مثالية لرجل مريض للكاتبة اليابانية يوكو أوغاوا الصادرة عن دار الآداب.[4]
- رواية راقصة آيزو. لياباني ياسوناري كاواباتا. صدرت عام 1990.
- رواية الكذبة الثالثة للكاتبة المجرية أغوتا كريستوف الصادرة عن دار الأداب سنة 1995.
- كتاب المخلوقات الوهمية للكاتب خورخي لويس بورخيس الصادر عن المركز الثقافي العربي.
- رواية بلد الثلوج للكاتب الياباني ياسوناري كواباتا الصادرة عن دار الفارابي سنة 1993.
- رواية سرب طيور بيضاء للكاتب الياباني ياسوناري كواباتا الصادرة عن المركز الثقافي العربي.
- رواية جبل الروح للكاتب الصيني غاو شينغجيان الصادرة عن دار الأداب.
- رواية السيد بالومار للكاتب الإيطالي إيتالو كالفينو الصادرة عن دار الفارابي.
- رواية قطارات تحت الحراسة المشددة للكاتب التشيكي بوهوميل هرابال الصادرة عن دار الفارابي سنة 1990 وأعيد طباعتها مجدداً سنة 2017 عن منشورات المتوسط.
- رواية باودولينو للكاتب الإيطالي إمبرتو إيكو الصادرة عن المركز الثقافي العربي.

### المؤلفات
- (مشاغل رجل هادئ جداً). 1980.
- (لأروي كمن يخاف أن يرى). 1985.
- (فقط لو يدك). 1990.
- (صحبة الظلال). 1992.
- (مهن القسوة). 1993.
- (مجرد تعب). 1993.
- (معجم الأشواق). 1994.
- (حكاية الرجل الذي أحب الكناري). 1996.
- (مديح الخيانة). 1997.
- (بضعة أشياء). 1998.
- (كتاب الرمل). 1999.
- (سوف تحيا من بعدي). 2001.
- (ألبوم العائلة). 2003.
- (تفسير الرخام). 2007.[5]
- (الأعمال الشعرية الكاملة: الجزء الأول) إعداد: علي محمود خضير. صدرت عام 2018.
- (الأعمال الشعرية الكاملة: الجزء الثاني) إعداد: علي محمود خضير. صدرت عام 2018